# 500. pr. n. št.
500. pr. n. št. je deseto desetletje v 6. stoletju pr. n. št. med letoma 509 pr. n. št. in 500 pr. n. št.. 